# Atriplex stipitata
Atriplex stipitata är en amarantväxtart som beskrevs av George Bentham. Atriplex stipitata ingår i släktet fetmållor, och familjen amarantväxter. Inga underarter finns listade i Catalogue of Life.